# Isoparce cupressi

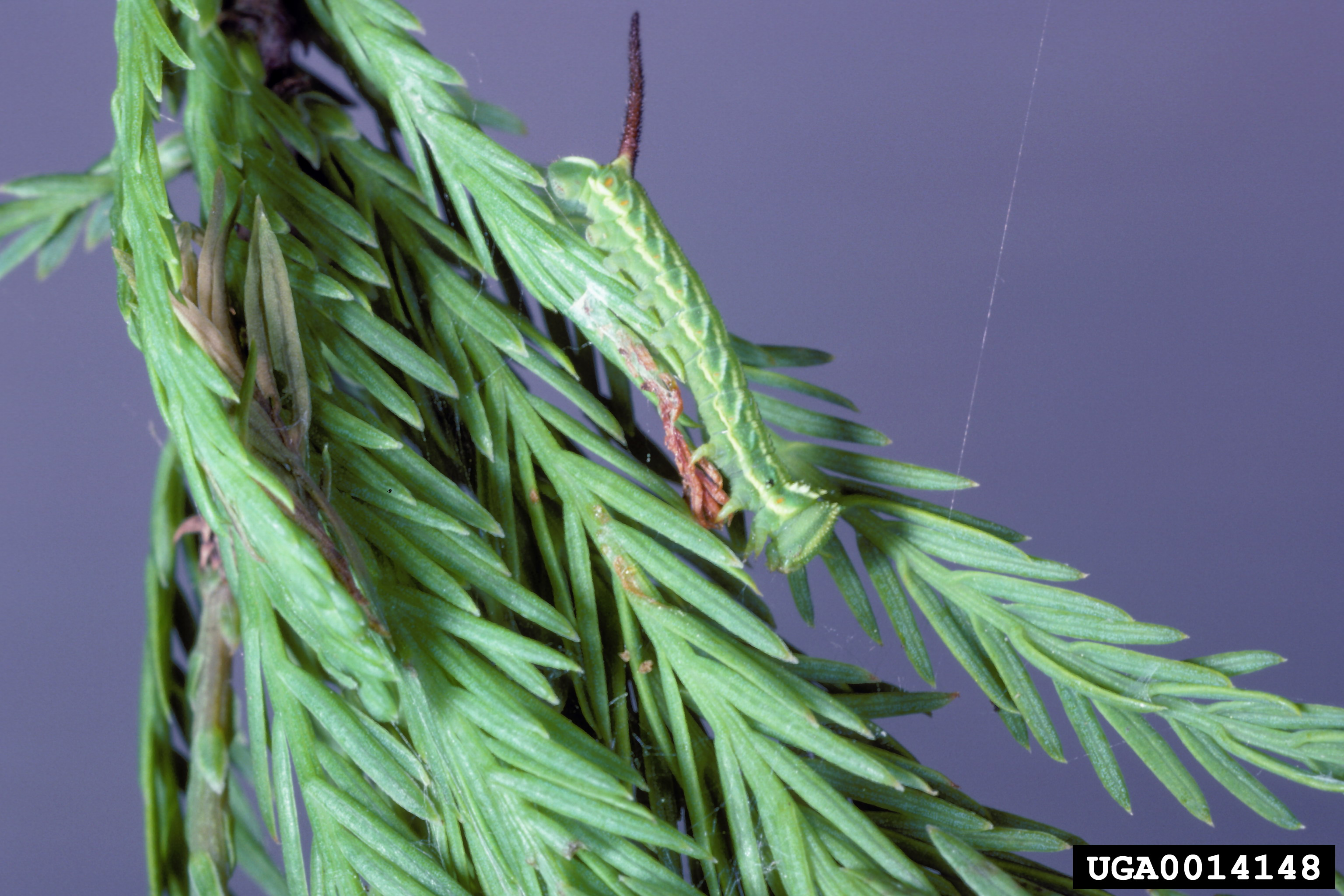
Raupe von Isoparce cupressi auf Echter Sumpfzypresse (Taxodium distichum)

Isoparce cupressi ist ein Schmetterling (Nachtfalter) aus der Familie der Schwärmer (Sphingidae).

## Merkmale
Die Falter haben eine Vorderflügellänge von 28 bis 37 Millimetern. Sie sind durch die Musterung der Vorderflügel und die einfarbig braunen Hinterflügel gut von anderen Schwärmerarten zu unterscheiden. Der Außenrand beider Flügelpaare ist abwechselnd weiß und braun gefärbt. Bei der Art tritt ein leichter Sexualdichroismus auf. Die Weibchen sind sehr schwach gemustert und haben nur einen subapikalen und medialen schwarzen Streifen. Bei den Männchen ist der mediale Bereich der Vorderflügel mit einem dunkelbraunen Band versehen, das feine schwarze und weiße Streifen beinhaltet. Das schwarze Band verblasst bei älteren Exemplaren.

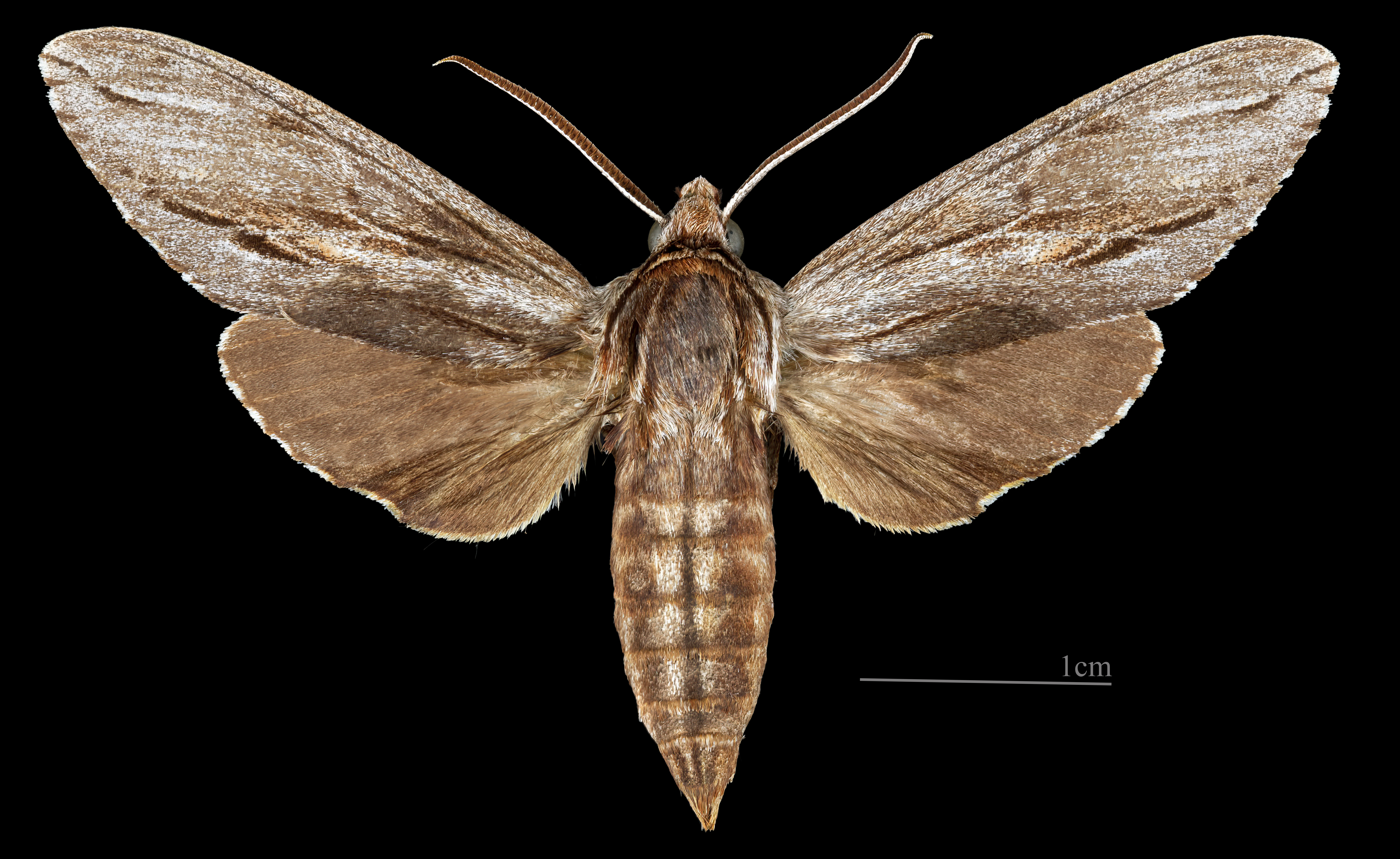
♂
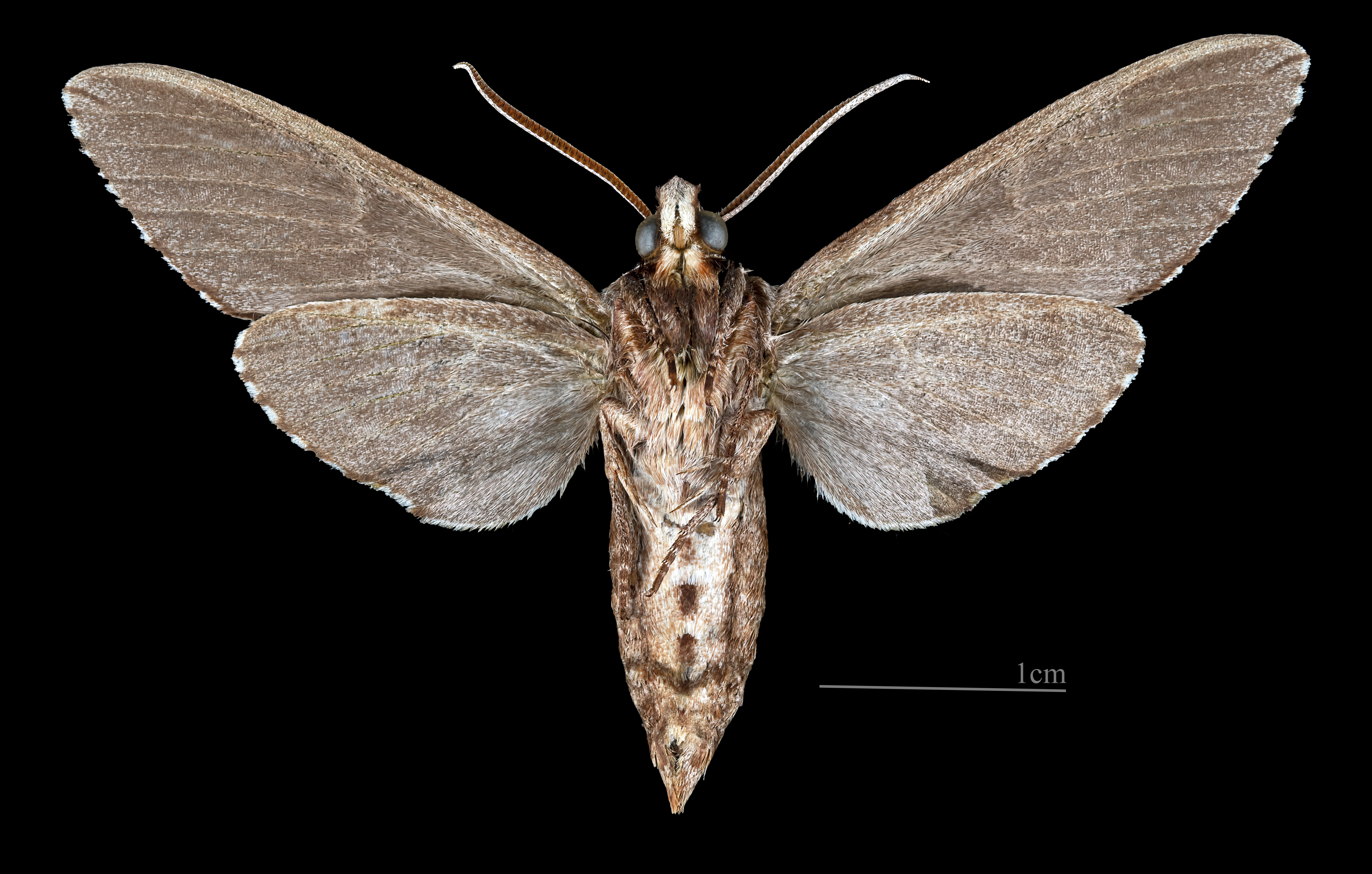
♂ △
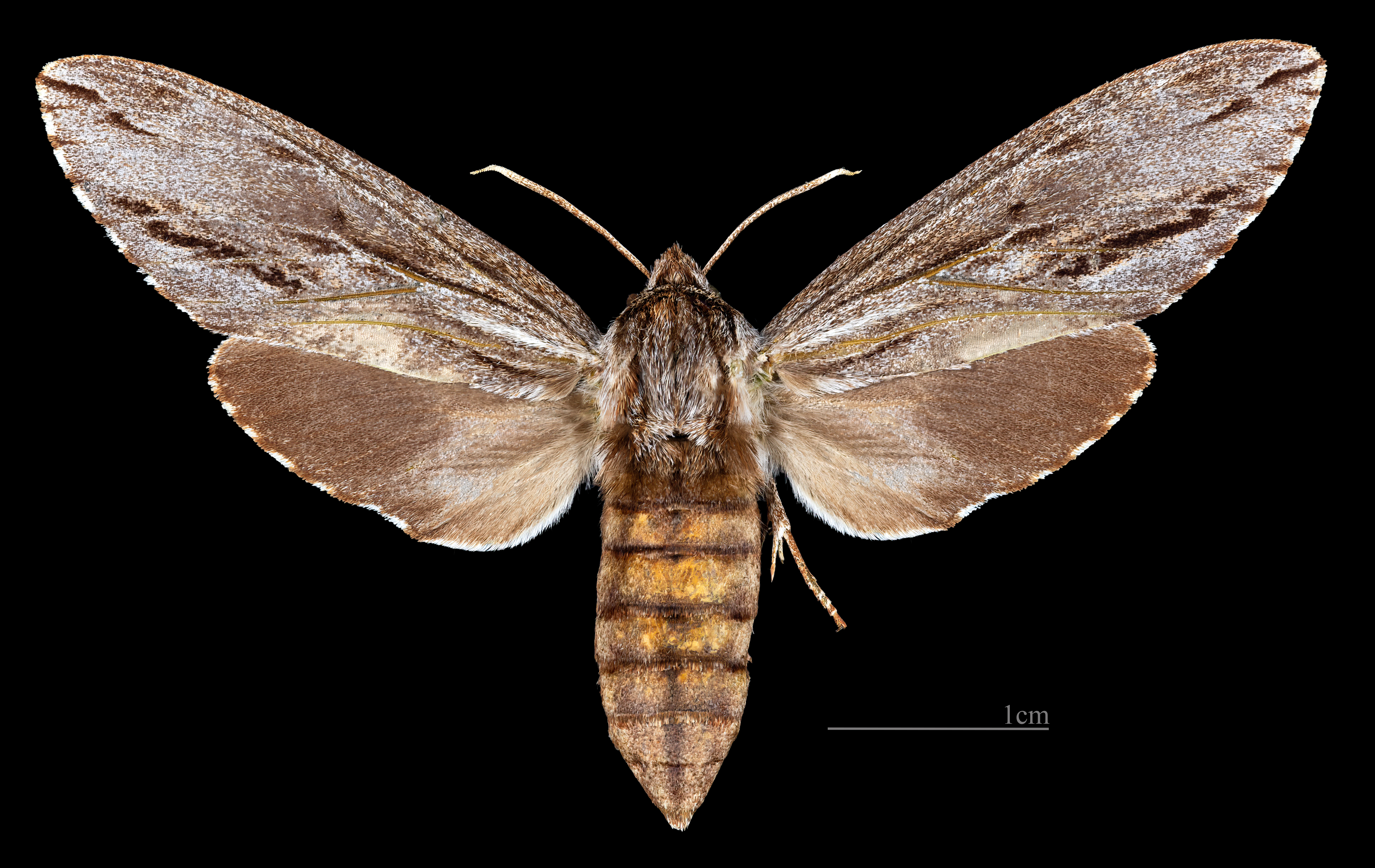
♀
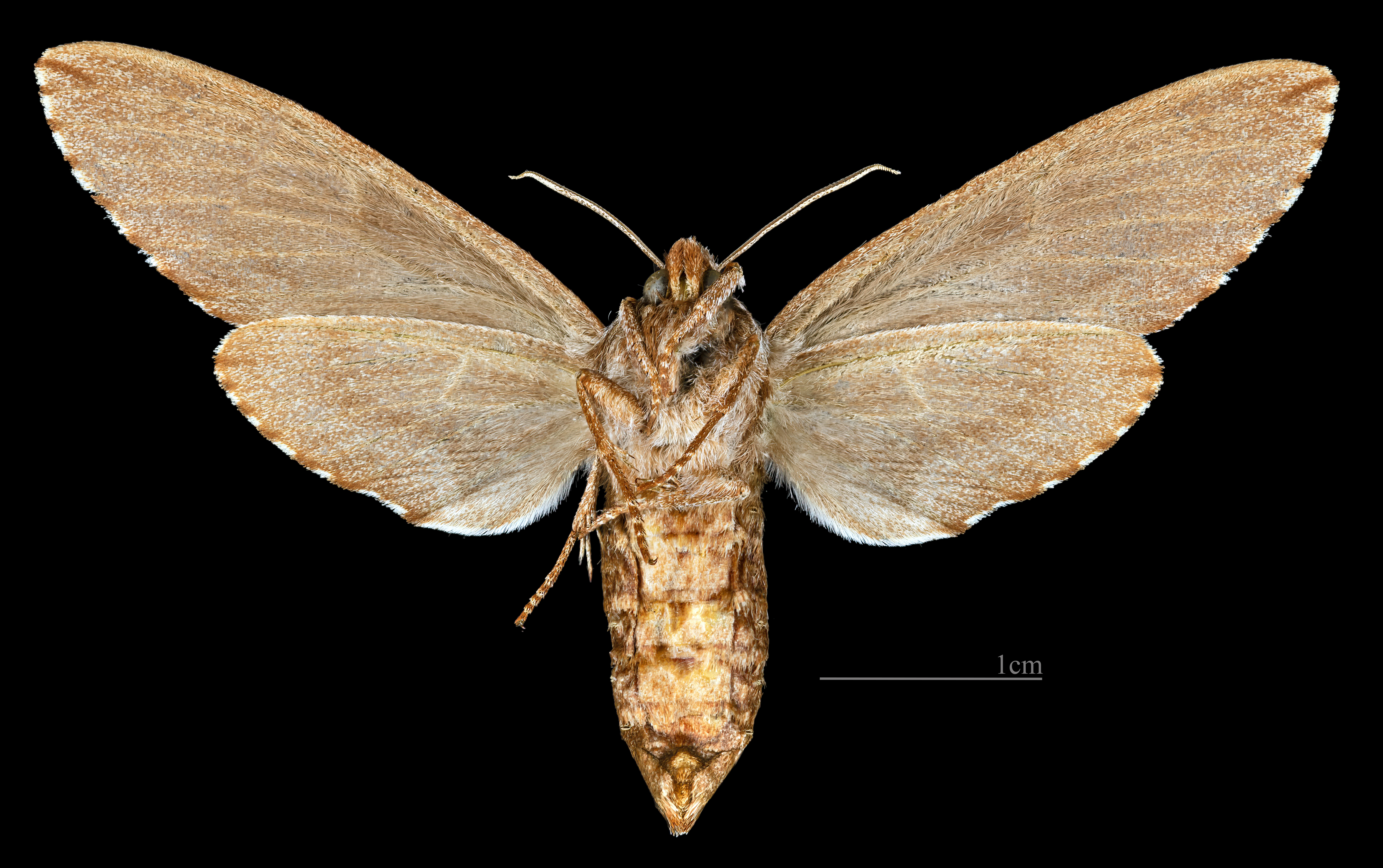
♀ △

Die Raupen sind sehr eindrucksvoll gefärbt, jedoch auf den Nahrungspflanzen dadurch perfekt getarnt. Es gibt drei Farbvarianten. Die grüne besitzt einen breit dunkelbraun gefärbten Rücken, der der braunen und der pinken Form fehlt. Die Raupen sind stark weiß gepunktet. Auf jedem Segment befindet sich ein Paar subdorsaler und subspiracularer Binden. Das Analhorn ist ziemlich fleischig und stark nach hinten gekrümmt.
Die langgestreckte Puppe ist dunkelbraun und hat eine ziemlich glatte Oberfläche, die etwas glänzt. Der breite, tropfenförmige Kremaster ist schwarz und endet in einer Doppelspitze.

## Vorkommen
Die Art ist an die Sümpfe der südöstlichen Vereinigten Staaten mit Zypressenvorkommen gebunden, ihre tatsächliche Verbreitung ist jedoch wegen der Unzugänglichkeit dieser Lebensräume nur unzureichend erforscht. Die Art ist von den flachen Küstenregionen North- und South Carolinas, Georgias und Floridas sowie weiter westlich über die südlichen Gebiete der Staaten der Golfküste bis nach Bexar County in Texas verbreitet. Im Norden erstreckt sich die Verbreitung über das Tal des Mississippi Rivers und mehrere seiner östlichen Zuflüsse, beispielsweise im Südosten Missouris und dem Südwesten Kentuckys. Es gibt auch Nachweise aus Indiana. Die Art kommt auch in Mexiko vor.
Isoparce cupressi besiedelt Sümpfe und langsam fließende Flüsse, an denen Echte Sumpfzypressen (Taxodium distichum) zahlreich wachsen.

## Lebensweise
Die Falter fliegen nachts Lichtquellen an. Es ist nicht bekannt, ob sie Nahrung aufnehmen können, zumal sie nur einen sehr kurzen Saugrüssel besitzen.

### Flug- und Raupenzeiten
In South Carolina fliegt die Art in zwei Generationen von Mitte März bis Mitte Mai und August bis September. In Florida konnte eine ähnliche Phänologie nachgewiesen werden. In Indiana wurden die Falter Mitte August beobachtet. Da dies sehr spät für ein so weit nördlich gelegenes Gebiet ist, ist unklar, ob es sich hierbei nur im Irrgäste handelt. In Louisiana fliegt die Art in zumindest vier Generationen von Februar bis Oktober.

### Nahrung der Raupen
Die Raupen ernähren sich von Echter Sumpfzypresse (Taxodium distichum).

## Entwicklung
Die Weibchen legen ihre Eier einzeln am Ende von Ästen an den Unterseiten der Nadeln der Nahrungspflanzen ab. Die Raupen leben als Einzelgänger und fressen nachts. Die Verpuppung findet in Moosbüscheln statt, die oberhalb der Wasserlinie an den Bäumen zwischen Rindenritzen wachsen. Dadurch ist gewährleistet, dass die Tiere trotz der häufig auftretenden Überflutungen ihrer Lebensräume überleben können.

## Belege